# Parti marocain libéral
Le Parti Marocain Libéral est un parti politique marocain qui défend une vision libérale de l’économie fondée sur la liberté d’entreprendre et la justice sociale, tout en s’appuyant sur les valeurs culturelles, familiales et institutionnelles du pays.

## Histoire
Le parti a été fondé le 23 mars 2002 par l’avocat et ancien ministre des droits de l’Homme Mohamed Ziane, après une scission avec le Parti de l'Union constitutionnelle.
En janvier 2021, Isaac Charia est élu secrétaire général du parti à l’unanimité lors d’un congrès extraordinaire.
En mars 2023, le parti annonce une restructuration de ses organes internes et une ouverture affirmée aux jeunes, femmes et compétences marocaines, y compris issues de la diaspora.

## Idéologie
Le Parti Marocain Libéral défend :
- Un libéralisme économique, avec soutien aux PME, lutte contre la rente et simplification administrative ;
- Un conservatisme social, axé sur la famille, les traditions et l’ordre institutionnel ;
- Une reconnaissance des droits humains dans le respect de la souveraineté nationale.

## Programme politique
- Économie : promotion de l’initiative privée, lutte contre les monopoles, fiscalité incitative ;
- Éducation : réforme des programmes, orientation vers l’emploi, valorisation de la formation professionnelle ;
- Santé : généralisation de la couverture médicale, renforcement des services publics ;
- Justice : indépendance des juges, transparence des procédures, lutte contre la corruption ;
- Numérique : transformation digitale de l’administration ;
- Diaspora : intégration politique et économique des Marocains du monde.

## Représentation
- En 2002 : 3 sièges obtenus à la Chambre des représentants.
- En 2007 et 2011 : aucun siège.
- Depuis, le parti concentre ses efforts sur la reconstruction organisationnelle et le renouvellement des élites.